# جيو جيتسو (فلم)
جيو جيتسو (بالإنجليزية: Jiu Jitsu) هو فيلم فنون قتالية فنتازيا أكشن أمريكي صدر عام 2020 من إخراج ديمتري لوجوثيتيس وبطولة آلان موسى، فرانك جريلو، جوجو تشان، توني جا ونيكولاس كيج.

## قصة
عندما يرفض جيك بارنزة من مقاتلي الجيو جيتسو مواجهة براكس غازيًا فضائيًا مخيفًا في معركة من أجل الأرض. فإن مستقبل البشرية على المحك. يُصاب جيك بجروح ويعاني من فقدان الذاكرة الشديد ويتم القبض عليه من قبل فرقة عسكرية غير مجهزة لمحاربة الدخيل الذي لا يرحم والذي نزل على الكوكب بعد هجوم أجنبي وحشي على الفرقة العسكرية فيكون على ويلي إنقاد جيك.